# Pseudorhyncocyon
Pseudorhyncocyon ("pseudo-morro de perro" en griego antiguo) es un género extinto de pequeños mamíferos euterianos prehistóricos de la familia Pseudorhyncocyonidae'. Fue descrito por Henri Filhol en 1892 a partir de un espécimen de P. cayluxi, aunque finalmente se descubrió que se trataba de un Leptictidium ginsburgi, después del análisis de Christian Mathis en 1989.
Se conoce muy poco acerca de este género: un ejemplo es un diente molar superior encontrado en el yacimiento de Perrière, Francia. El protocónido es grande y robusto, y se encuentra rodeado por un postcíngulo bastante desarrollado. El paracono y metacono de este molar están situados más cerca que las especies de Leptictidium encontradas en el yacimiento de Quercy, y la separación que existe entre ellos es mucho menos profunda. No hay indicios de ningún mesóstilo (la cúspide mesiobucal de un molar) en este fósil, cosa que también lo diferencia del género Leptictidium. Este fósil no se ha atribuido todavía a ninguna especie en concreto, y Mathis sugiere que se podría tratar de una especie ancestral de los pseudorincoquiónidos en otra etapa del Eoceno.